# Método de Runge-Kutta
En análisis numérico, los métodos de Runge-Kutta son un conjunto de métodos genéricos iterativos, explícitos e implícitos, de resolución numérica de ecuaciones diferenciales. Este conjunto de métodos fue inicialmente desarrollado alrededor del año 1900 por los matemáticos alemanes C. Runge y M. W. Kutta.

## Descripción
Los métodos de Runge-Kutta (RK) son un conjunto de métodos iterativos (implícitos y explícitos) para la aproximación de soluciones de ecuaciones diferenciales ordinarias, concretamente, del problema de valor inicial.
Sean:
{\displaystyle y'(t)=f(t,y(t))\,}
una ecuación diferencial ordinaria, con {\displaystyle f:\Omega \subset \mathbb {R} \times \mathbb {R} ^{n}\to \mathbb {R} ^{n}} donde  {\displaystyle \Omega \,}  es un conjunto abierto,
junto con la condición de que el valor inicial de ƒ sea
{\displaystyle (t_{0},y_{0})\in \Omega .}
Entonces el método RK (de orden s) tiene la siguiente expresión, en su forma más general:
{\displaystyle y_{n+1}=y_{n}+h\,\sum _{i=1}^{s}b_{i}k_{i}},
donde h es el paso por iteración, o lo que es lo mismo, el incremento {\displaystyle \Delta t_{n}} entre los sucesivos puntos {\displaystyle t_{n}} y {\displaystyle t_{n+1}}. Los coeficientes {\displaystyle k_{i}} son términos de aproximación intermedios, evaluados en ƒ de manera local
{\displaystyle k_{i}=f\left(t_{n}+h\,c_{i}\,,y_{n}+h\,\sum _{j=1}^{s}a_{ij}k_{j}\right)\quad i=1,...,s.}
con {\displaystyle a_{ij},b_{i},c_{i}} coeficientes propios del esquema numérico elegido, dependiente de la regla de cuadratura utilizada.
Los esquemas Runge-Kutta pueden ser explícitos o implícitos dependiendo de las constantes {\displaystyle a_{ij}} del esquema. Si esta matriz es triangular inferior con todos los elementos de la diagonal principal iguales a cero; es decir, {\displaystyle a_{ij}=0} para {\displaystyle j=i,...,s}, los esquemas son explícitos.

### Ejemplo
Esquema Runge-Kutta de dos etapas, una en {\displaystyle t=t_{n}} y otra en {\displaystyle t=t_{n}+\Delta t_{n}}. ƒ(t,y(t)) en la primera etapa es:
{\displaystyle f_{n}=k_{1}=f(t_{n},y_{n})\,}
Para estimar ƒ(t,y) en {\displaystyle t=t_{n}+\Delta t_{n}} se usa un esquema taylor
{\displaystyle f_{n+1}=k_{2}=f(t_{n}+\Delta t_{n}\,,y_{n}+\Delta t_{n}k_{1}).\,}
Con estos valores de ƒ, se sustituyen en la ecuación
{\displaystyle y_{n+1}=y_{n}+\int _{t_{n}}^{t_{n+1}}f(t,y(t))\,dt,}
de manera que se obtiene la expresión:
{\displaystyle y_{n+1}=y_{n}+{{\Delta t_{n}} \over 2}(k_{1}+k_{2}).}
Los coeficientes propios de este esquema son: {\displaystyle b_{1}=b_{2}=1/2;a_{21}=1;c_{2}=1.}

### Variantes
Existen variantes del método de Runge-Kutta clásico, también llamado Runge-Kutta explícito, tales como la versión implícita del procedimiento o las parejas de métodos Runge-Kutta (o métodos Runge-Kutta-Fehlberg).
Este último consiste en ir aproximando la solución de la ecuación mediante dos algoritmos Runge-Kutta de órdenes diferentes, para así mantener el error acotado y hacer una buena elección de paso.

## Métodos de Runge-Kutta
El método de Runge-Kutta no es sólo un único método, sino una importante familia de métodos iterativos, tanto implícitos como explícitos, para aproximar las soluciones de ecuaciones diferenciales ordinarias (E.D.O´s); estas técnicas fueron desarrolladas alrededor de 1900 por los matemáticos alemanes Carl David Tolmé Runge y Martin Wilhelm Kutta.

### Métodos de Runge-Kutta de cuarto orden
Un miembro de la familia de los métodos Runge-Kutta usado ampliamente es el de cuarto orden. Es usado tanto que a menudo es referenciado como «RK4» o como «el método Runge-Kutta».
Definiendo un problema de valor inicial como:
{\displaystyle y'=f(x,y),\quad y(x_{0})=y_{0}}
Entonces el método RK4 para este problema está dado por la siguiente ecuación:
{\displaystyle y_{i+1}=y_{i}+{1 \over 6}h\left(k_{1}+2k_{2}+2k_{3}+k_{4}\right)}
Donde
{\displaystyle {\begin{cases}k_{1}&=f\left(x_{i},y_{i}\right)\\k_{2}&=f\left(x_{i}+{1 \over 2}h,y_{i}+{1 \over 2}k_{1}h\right)\\k_{3}&=f\left(x_{i}+{1 \over 2}h,y_{i}+{1 \over 2}k_{2}h\right)\\k_{4}&=f\left(x_{i}+h,y_{i}+k_{3}h\right)\\\end{cases}}}
Así, el siguiente valor (yn+1) es determinado por el presente valor (yn) más el producto del tamaño del intervalo (h) por una pendiente estimada. La pendiente es un promedio ponderado de pendientes, donde {\displaystyle k_{1}} es la pendiente al principio del intervalo, {\displaystyle k_{2}} es la pendiente en el punto medio del intervalo, usando {\displaystyle k_{1}} para determinar el valor de y en el punto {\displaystyle \scriptstyle x_{n}+{\frac {h}{2}}} usando el método de series de Taylor. {\displaystyle k_{3}} es otra vez la pendiente del punto medio, pero ahora usando {\displaystyle k_{2}} para determinar el valor de y; {\displaystyle k_{4}} es la pendiente al final del intervalo, con el valor de y determinado por {\displaystyle k_{3}}. Promediando las cuatro pendientes, se le asigna mayor peso a las pendientes en el punto medio:
{\displaystyle {\mbox{pendiente}}={\frac {k_{1}+2k_{2}+2k_{3}+k_{4}}{6}}.}
Esta forma del método de Runge-Kutta, es un método de cuarto orden lo cual significa que el error por paso es del orden de {\displaystyle O(h^{5})}, mientras que el error total acumulado tiene el orden {\displaystyle O(h^{4})}. Por lo tanto, la convergencia del método es del orden de {\displaystyle O(h^{4})}, razón por la cual es usado en los métodos computacionales.